# Juraj Mikúš
Juraj Mikúš (* 22. února 1987 Skalica) je slovenský hokejový útočník.

## Hráčská kariéra
První hokejové krůčky začínal v šesti letech za tým HK 36 Skalica, za který odehrál všechny zápasy mládežnické kategorie a odehrál svůj první zápas ve slovenské extralize v sezóně 2003/2004, rovněž zaznamenal první branku. V roce 2005 byl draftovaný týmem Montreal Canadiens ve 4. kole ze 121. místa. V roce 2006 odcestoval do Severní Ameriky, přesněji do Chicoutimi, kde hrával za tamní v klub hrající kanadské juniorské lize QMJHL, Chicoutimi Sagueneens. Po sezóně se vrátil zpět do Skalice, hrával v produktivním útoku s Žigmundem Pálffym, což mu v sezóně 2008/09 vyneslo 75 asistencí a překonal rekord Pavla Demitry, klub dosáhl historickou účast ve finále, ve kterém podlehl Košicím.
V červenci 2009 podepsal smlouvu s klubem Los Angeles Kings, za které však nikdy nenastoupil. Hrával pouze na jejich farmě v Manchester Monarchs. Po skončení sezóny se dohodl na dvouleté smlouvě s ruským klubem HK Spartak Moskva. Koncem září 2010 byl vyměněn do týmu Dinamo Riga, protože v klubu byl naplněn počet cizinců. V Rize setrval dva měsíce. V sezóně 2011/2012 hrával za nově vzniklý klub HC Lev Poprad. V týmu se stal nejproduktivnějším hráčem, ve 43 zápasech získal 27 bodův (12+15). Sezónu však dohrál ve finském týmu TPS Turku, hrající nejvyšší domácí soutěž. V devatenácti zápasech měl bilanci 5 branek a 6 asistencí. Ročník 2012/2013 začal opět v novém klubu, který vstoupil do KHL, HC Lev Praha. Ve lvu však nedokončil ročník, koncem ledna, těsně před závěrem přestupového období KHL, získal jeho práva slovenský klub HC Slovan Bratislava. Ve Slovanu má podepsanou smlouvu do 30. dubna 2014.
Po mistrovství světa 2012, ve kterém utrpěl v zápase proti Kanadě poranění kolena po zákroku Ryana Getzlafa. Později se podrobil běžnou artroskopii levého kolene. To následovalo vážné komplikace, které vyvrcholilo až transplantace chrupavky, musel přerušit na dva roky hokejovou kariéru. Poté, co s zotavil po zranění kolene, přišel na zkoušku k hanáckému klubu HC Olomouc. Na zkoušce uspěl a dohodl se s vedením na prodloužení smlouvy. V týmu se potkal se svým mladším bratrem Tomášem. V Olomouci navázal zpět na svou produktivitou, stal se čtvrtým nejproduktivnějším hráčem týmu a to i přesto, že v lednu 2016 utrpěl v zápase proti brněnské kometě zranění v horní části těla. Po vypršení kontraktu, dostal několik nabídek z extraligových klubů, největší zájem měl PSG Zlín. O pár dnů později informoval jeho hráčský zástupce Vladimír Vůjtek mladší, že Juraj Míkuš se dohodl na roční smlouvě s Slovanem Bratislavou.

## Ocenění a úspěchy
- 2005 MS-18 – Nejlepší nahrávač
- 2007 MSJ – Nejlepší střelec
- 2009 SHL – All-Star Tým
- 2009 SHL – Nejlepší nahrávač
- 2009 SHL – Nejlepší nahrávač v playoff

## Prvenství

### KHL
- Debut – 23. září 2010 (Dinamo Riga proti Avtomobilist Jekatěrinburg)
- První gól – 9. října 2010 (Dinamo Riga proti Torpedo Nižnij Novgorod, rakouským brankáři Bernd Bruckler)
- První asistence – 23. listopadu 2010 (CSKA Moskva proti Dinamo Riga)

### ČHL
- Debut – 9. září 2016 (HC Olomouc proti HC Verva Litvínov)
- První gól – 23. září 2016 (HC Škoda Plzeň proti HC Olomouc, českým brankáři Matěj Machovský)
- První asistence – 2. října 2016 (Piráti Chomutov proti HC Olomouc)

## Klubové statistiky
| Sezóna       | Klub                   | Soutěž                 |                        | Základní část          | Základní část          | Základní část          | Základní část          | Základní část          |                        | Play off               | Play off               | Play off               | Play off               | Play off               |
| Sezóna       | Klub                   | Soutěž                 | Z                      | G                      | A                      | B                      | TM                     | Z                      | G                      | A                      | B                      | TM                     |                        |                        |
| 2003/2004    | HK 36 Skalica          | SHL                    | 2                      | 1                      | 0                      | 1                      | 0                      | 4                      | 0                      | 0                      | 0                      | 0                      |                        |                        |
| 2004/2005    | HK 36 Skalica          | SHL                    | 46                     | 6                      | 6                      | 12                     | 16                     | —                      | —                      | —                      | —                      | —                      |                        |                        |
| 2005/2006    | HK 36 Skalica          | SHL                    | 47                     | 4                      | 7                      | 11                     | 56                     | 7                      | 2                      | 1                      | 4                      | 14                     |                        |                        |
| 2006/2007    | Chicoutimi Saguenéens  | QMJHL                  | 60                     | 29                     | 42                     | 71                     | 36                     | 4                      | 1                      | 1                      | 2                      | 4                      |                        |                        |
| 2007/2008    | HK 36 Skalica          | SHL                    | 54                     | 21                     | 22                     | 43                     | 52                     | 13                     | 8                      | 5                      | 13                     | 36                     |                        |                        |
| 2008/2009    | HK 36 Skalica          | SHL                    | 56                     | 31                     | 59                     | 90                     | 52                     | 17                     | 7                      | 16                     | 23                     | 18                     |                        |                        |
| 2009/2010    | Manchester Monarchs    | AHL                    | 56                     | 4                      | 9                      | 13                     | 31                     | —                      | —                      | —                      | —                      | —                      |                        |                        |
| 2010/2011    | Dinamo Riga            | KHL                    | 22                     | 3                      | 2                      | 5                      | 12                     | —                      | —                      | —                      | —                      | —                      |                        |                        |
| 2010/2011    | HK Spartak Moskva      | KHL                    | 23                     | 2                      | 3                      | 5                      | 14                     | 4                      | 0                      | 0                      | 0                      | 6                      |                        |                        |
| 2011/2012    | HC Lev Poprad          | KHL                    | 44                     | 12                     | 15                     | 27                     | 46                     | —                      | —                      | —                      | —                      | —                      |                        |                        |
| 2011/2012    | TPS Turku              | SM-l                   | 17                     | 5                      | 5                      | 10                     | 0                      | 2                      | 0                      | 1                      | 1                      | 0                      |                        |                        |
| 2012/2013    | HC Lev Praha           | KHL                    | 27                     | 4                      | 7                      | 11                     | 18                     | —                      | —                      | —                      | —                      | —                      |                        |                        |
| 2012/2013    | HC Slovan Bratislava   | KHL                    | 4                      | 2                      | 2                      | 4                      | 8                      | 4                      | 0                      | 1                      | 1                      | 4                      |                        |                        |
| 2013/2014    | HC Slovan Bratislava   | KHL                    | 47                     | 7                      | 8                      | 15                     | 28                     | —                      | —                      | —                      | —                      | —                      |                        |                        |
| 2014/2015    | Vynechal kvůli zranění | Vynechal kvůli zranění | Vynechal kvůli zranění | Vynechal kvůli zranění | Vynechal kvůli zranění | Vynechal kvůli zranění | Vynechal kvůli zranění | Vynechal kvůli zranění | Vynechal kvůli zranění | Vynechal kvůli zranění | Vynechal kvůli zranění | Vynechal kvůli zranění | Vynechal kvůli zranění | Vynechal kvůli zranění |
| 2015/2016    | Vynechal kvůli zranění | Vynechal kvůli zranění | Vynechal kvůli zranění | Vynechal kvůli zranění | Vynechal kvůli zranění | Vynechal kvůli zranění | Vynechal kvůli zranění | Vynechal kvůli zranění | Vynechal kvůli zranění | Vynechal kvůli zranění | Vynechal kvůli zranění | Vynechal kvůli zranění | Vynechal kvůli zranění | Vynechal kvůli zranění |
| 2016/2017    | HC Olomouc             | ČHL                    | 33                     | 9                      | 13                     | 22                     | 46                     | —                      | —                      | —                      | —                      | —                      |                        |                        |
| 2017/2018    | HC Slovan Bratislava   | KHL                    | 9                      | 4                      | 7                      | 11                     | 4                      | —                      | —                      | —                      | —                      | —                      |                        |                        |
| 2018/2019    | HC Verva Litvínov      | ČHL                    | 44                     | 11                     | 13                     | 24                     | 34                     | —                      | —                      | —                      | —                      | —                      |                        |                        |
| 2019/2020    | HC Verva Litvínov      | ČHL                    | 25                     | 3                      | 5                      | 8                      | 16                     | —                      | —                      | —                      | —                      | —                      |                        |                        |
| 2019/2020    | HKm Zvolen             | SHL                    | 14                     | 6                      | 4                      | 10                     | 8                      | —                      | —                      | —                      | —                      | —                      |                        |                        |
| 2020/2021    | HKm Zvolen             | SHL                    | 46                     | 17                     | 25                     | 42                     | 26                     | 14                     | 3                      | 4                      | 7                      | 29                     |                        |                        |
| 2021/2022    | HKm Zvolen             | SHL                    | 50                     | 9                      | 22                     | 31                     | 30                     | 11                     | 3                      | 0                      | 3                      | 8                      |                        |                        |
| 2022/2023    | HC Nové Zámky          | SHL                    | 49                     | 9                      | 8                      | 17                     | 20                     | 5                      | 1                      | 2                      | 3                      | 2                      |                        |                        |
| 2023/2024    | HC Nové Zámky          | SHL                    | 16                     | 2                      | 5                      | 7                      | 33                     | —                      | —                      | —                      | —                      | —                      |                        |                        |
| 2023/2024    | HK Dukla Trenčín       | SHL                    | 25                     | 3                      | 3                      | 6                      | 4                      | 5                      | 0                      | 0                      | 0                      | 0                      |                        |                        |
| Celkem v KHL | Celkem v KHL           | Celkem v KHL           | 216                    | 37                     | 43                     | 80                     | 148                    | 8                      | 0                      | 1                      | 1                      | 10                     |                        |                        |

## Reprezentace
| Rok          | Tým          | Soutěž       | Z  | G | A | B | TM |
| ------------ | ------------ | ------------ | -- | - | - | - | -- |
| 2005         | Slovensko 18 | MS-18        | 6  | 0 | 7 | 7 | 12 |
| 2006         | Slovensko 20 | MSJ          | 6  | 0 | 0 | 0 | 6  |
| 2007         | Slovensko 20 | MSJ          | 6  | 5 | 1 | 6 | 0  |
| 2008         | Slovensko    | MS           | 2  | 0 | 0 | 0 | 0  |
| 2009         | Slovensko    | MS           | 6  | 0 | 1 | 1 | 2  |
| 2012         | Slovensko    | MS           | 10 | 1 | 3 | 4 | 4  |
| 2014         | Slovensko    | MS           | 7  | 1 | 2 | 3 | 8  |
| 2018         | Slovensko    | MS           | 2  | 0 | 0 | 0 | 0  |
| Celkem v MSJ | Celkem v MSJ | Celkem v MSJ | 12 | 5 | 1 | 6 | 6  |
| Celkem v MS  | Celkem v MS  | Celkem v MS  | 27 | 2 | 6 | 8 | 14 |